# Choroba Foixa-Alajouanine
Choroba Foixa-Alajouanine (łac. myelopathia dysgenetica necroticans, ang. Foix-Alajouanine syndrome) – rzadka choroba spowodowana bezpośrednią przetoką łączącą tętnicę z żyłą z pominięciem odżywiającej sieci naczyń włosowatych w obrębie opony twardej w rdzeniu kręgowym (przetoka tętniczo-żylna opony twardej rdzenia – ang. spinal dural arteriovenous fistulas). Prowadzi to do niedokrwienia, chociaż czasami przetoki nie dają objawów. Przetoki są główną przyczyną powstania mielopatii zastoinowej. Chorobę opisali wspólnie w 1926 roku Charles Foix i Théophile Alajouanine jako podostre martwicze zapalenie rdzenia.

## Epidemiologia
Szacuje się, że występuje od 5-10 zachorowań rocznie na milion ludzi. Na jedną chorą kobietę przypada 4,6 chorych mężczyzn. Średni wiek zdiagnozowania chorych mieści się między 55-60 lat. Chorzy poniżej 30 lat stanowią mniej niż 1% chorych. Zachorowanie w średnim wieku sugeruje, że przetoki są schorzeniem nabytym. Rzadko występuje więcej niż jedna przetoka u chorego. Na ogół są zlokalizowane na odcinku piersiowo-lędźwiowym.

## Objawy
- Trudności w chodzeniu
- Zaburzenia czucia np. parestezja
- Zaburzenia oddawania moczu i kału, zaburzenia seksualne

W momencie postawienia diagnozy, średnio ok. 2 lata po wystąpieniu choroby, u 2/3 pacjentów stwierdza się kombinację powyższych objawów. Przetoka tętniczo-żylna opony twardej rdzenia często mylona jest z polineuropatią. Jednak w przypadku wystąpienia przetoki choroba w odróżnieniu od polineuropatii:
- Rzadko dotyka rąk.
- Chociaż początkowo utrata czucia często dotyczy stóp, to z czasem rozszerza się do pasa. W polineuropatii zaburzenia czucia w okolicach krzyża występują wyjątkowo.
- Zaburzenia oddawania moczu, głównie zatrzymania, występują u prawie 80% chorych a są rzadkie w polineuropatii.
- Początkowe zaburzenia czucia lub ruchu są często asymetryczne w przypadku przetoki, w przypadku polineuropatii objawy są zazwyczaj symetryczne.

## Rozpoznanie
Zasadniczymi badaniami do stwierdzenia przetoki jest MRI i angiografia cyfrowa (DSA). Centralne zmiany hiperintensywne w MRI są czasami trudne do interpretacji i mogą przypominać zawał tętnicy rdzeniowej przedniej, zapalenie rdzenia kręgowego, nowotwór rdzenia, przetrwały kanał centralny rdzenia kręgowego.

## Różnicowanie
Chorobę Foixa-Alajouanine różnicuje się przede wszystkim z malformacjami tętniczo-żylnymi rdzenia. Średni wiek zdiagnozowania malformacji jest znacznie niższy, wynosi ok. 30 lat, i dlatego uważa się ją za wadę wrodzoną. Przetoki nigdy nie zdarzają się w parenchymie rdzeniowej w przeciwieństwie do malformacji. Chorzy z przetokami bardzo rzadko doznają krwotoku rdzeniowego. Malformacje występują częściej na odcinku szyjnym.

## Leczenie
Stosuje się zabieg embolizacji (zaklejenia) albo chirurgiczne podwiązanie. Embolizacja jest metodą znacznie mniej inwazyjną, ale znacznie mniej efektywną – u 46% pacjentów leczenie kończy się sukcesem w porównaniu do 98% pacjentów poddanych operacji podwiązania.

## Rokowanie
Zależy od czasu trwania choroby, stopnia niepełnosprawności i powodzenia zamknięcia przetoki. Po operacyjnym podwiązaniu przetoki poprawę zdrowia stwierdzono u 55% chorych, a pogorszenie u 11%.